# Raymond Boisset
Raymond Boisset   (La Pacaudière, 26 de març de 1912 - 12è districte de París, 6 de juliol de 1991) va ser un atleta francès, especialista en curses de velocitat, que va competir durant la dècada de 1930.
El 1936 va prendre part en els Jocs Olímpics de Berlín, on disputà dues proves del programa d'atletisme. En ambdues quedà eliminat en sèries.
En el seu palmarès destaca una medalla de plata en els 4x400 metres relleus del Campionat d'Europa d'atletisme de 1934. També guanyà el campionat francès dels 400 metres de 1934 i 1935.

## Millors marques
- 400 metres llisos. 47.6" (1934) Rècord d'Europa.[1][2]